# Tipula lama
Tipula lama är en tvåvingeart som beskrevs av Alexander 1954. Tipula lama ingår i släktet Tipula och familjen storharkrankar.
Artens utbredningsområde är Thailand. Inga underarter finns listade i Catalogue of Life.